# Mac Tools
Mac Tools je ameriški proizvajalec profesionalnega orodja. Podjetje je bilo ustanovljeno leta 1938 kot Mechanics Tool and Forge Company, leta 1961 so se preimenovali v sedanji Mac Tools. Od leta 1980 je v lasti Stanley Worksa. Slednje podjetje se je potem združilo z Black & Deckerjem v Stanley Black & Decker. 
Sedež Mac Tollsa je v kraju Westerville, zvezna država Ohio.